# Tir la Jocurile Olimpice de vară din 1980

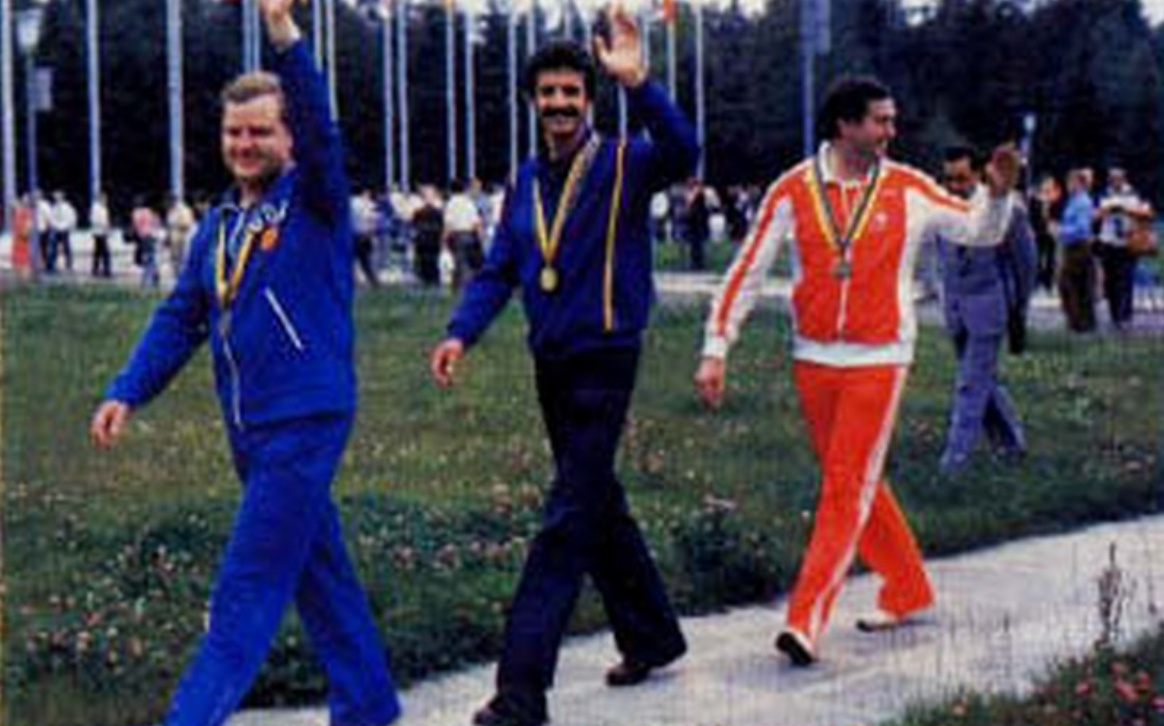
Corneliu Ion (în mijloc) a câștigat medalia de aur în proba de pistol-viteză

Probele sportive de tir sportiv la Jocurile Olimpice de vară din 1980 s-au desfășurat în perioada 20-26 iulie 1980 la poligonul de tragere „Dinamo”. Probele au fost mixte, adică deschise atât bărbaților, cât și femeilor.

## Medaliați
| Probă                   | Aur                        | Argint                    | Bronz                   |
| Pistol viteză 25 m      | Corneliu Ion (ROM)         | Jürgen Wiefel (GDR)       | Gerhard Petritsch (AUT) |
| Pistol 50 m             | Aleksandr Melentiev (URS)  | Harald Vollmar (GDR)      | Liubcio Deakov (BUL)    |
| Pușcă culcat 50 m       | Károly Varga (HUN)         | Hellfried Heilfort (GDR)  | Petăr Zapreanov (BUL)   |
| Pușcă trei poziții 50 m | Viktor Vlasov (URS)        | Bernd Hartstein (GDR)     | Sven Johansson (SWE)    |
| Țintă mobilă 50 m       | Igor Sokolov (URS)         | Thomas Pfeffer (GDR)      | Aleksandr Gazov (URS)   |
| Skeet                   | Hans Kjeld Rasmussen (DEN) | Lars-Göran Carlsson (SWE) | Roberto Castrillo (CUB) |
| Trap                    | Luciano Giovannetti (ITA)  | Rustam Iambulatov (URS)   | Jörg Damme (GDR)        |

## Clasament pe medalii
| Loc   | Țară              | Aur | Argint | Bronz | Total |
| ----- | ----------------- | --- | ------ | ----- | ----- |
| 1     | Uniunea Sovietică | 3   | 1      | 1     | 5     |
| 2     | Danemarca         | 1   | –      | –     | 1     |
| 2     | Italia            | 1   | –      | –     | 1     |
| 2     | România           | 1   | –      | –     | 1     |
| 2     | Ungaria           | 1   | –      | –     | 1     |
| 6     | Germania de Est   | –   | 5      | 1     | 6     |
| 7     | Suedia            | –   | 1      | 1     | 2     |
| 8     | Bulgaria          | –   | –      | 2     | 2     |
| 9     | Cuba              | –   | –      | 1     | 1     |
| 9     | Austria           | –   | –      | 1     | 1     |
| Total | Total             | 7   | 7      | 7     | 21    |